# Coyogue
O coydogue (coydog em inglês) é um híbrido canídeo resultante do acasalamento onde o qual o pai é um coiote e uma cadela. Híbridos de qualquer sexo são férteis e sua fertilidade se estende por até 4 gerações. De igual maneira, o cruzamento onde o pai é o cão e a mãe é uma coiote, a prole resultante pode ser chamada de dogote. 

## História

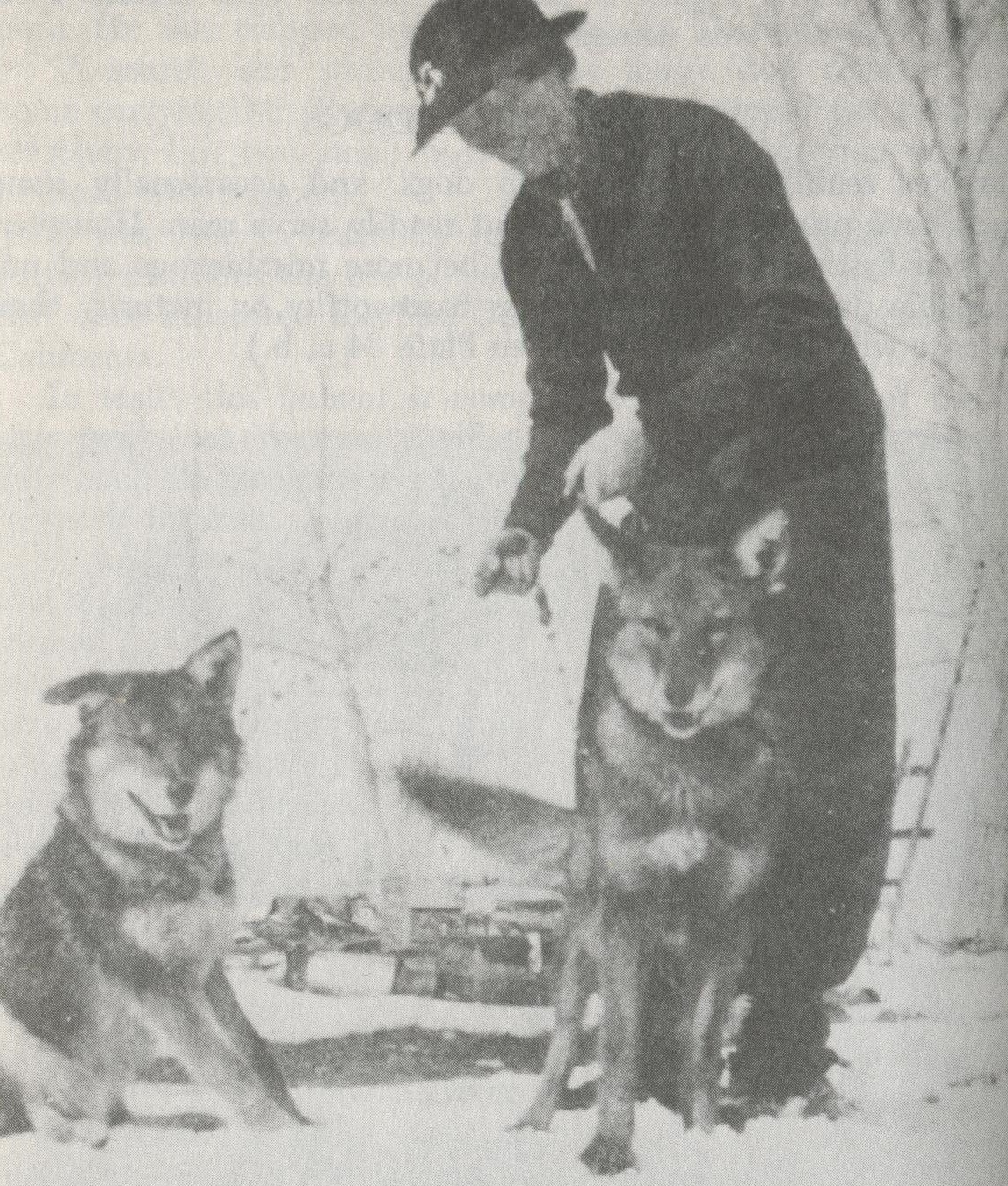
Híbridos cativos em Wyoming

O cruzamento na contemporaneidade se dá mais entorno das zonas urbanas, onde cães de rua ficam acessíveis para serem abordados por fêmeas de coiotes no cio, ou machos de coiotes acharem cadelas no cio, receptivas para com a cópula.

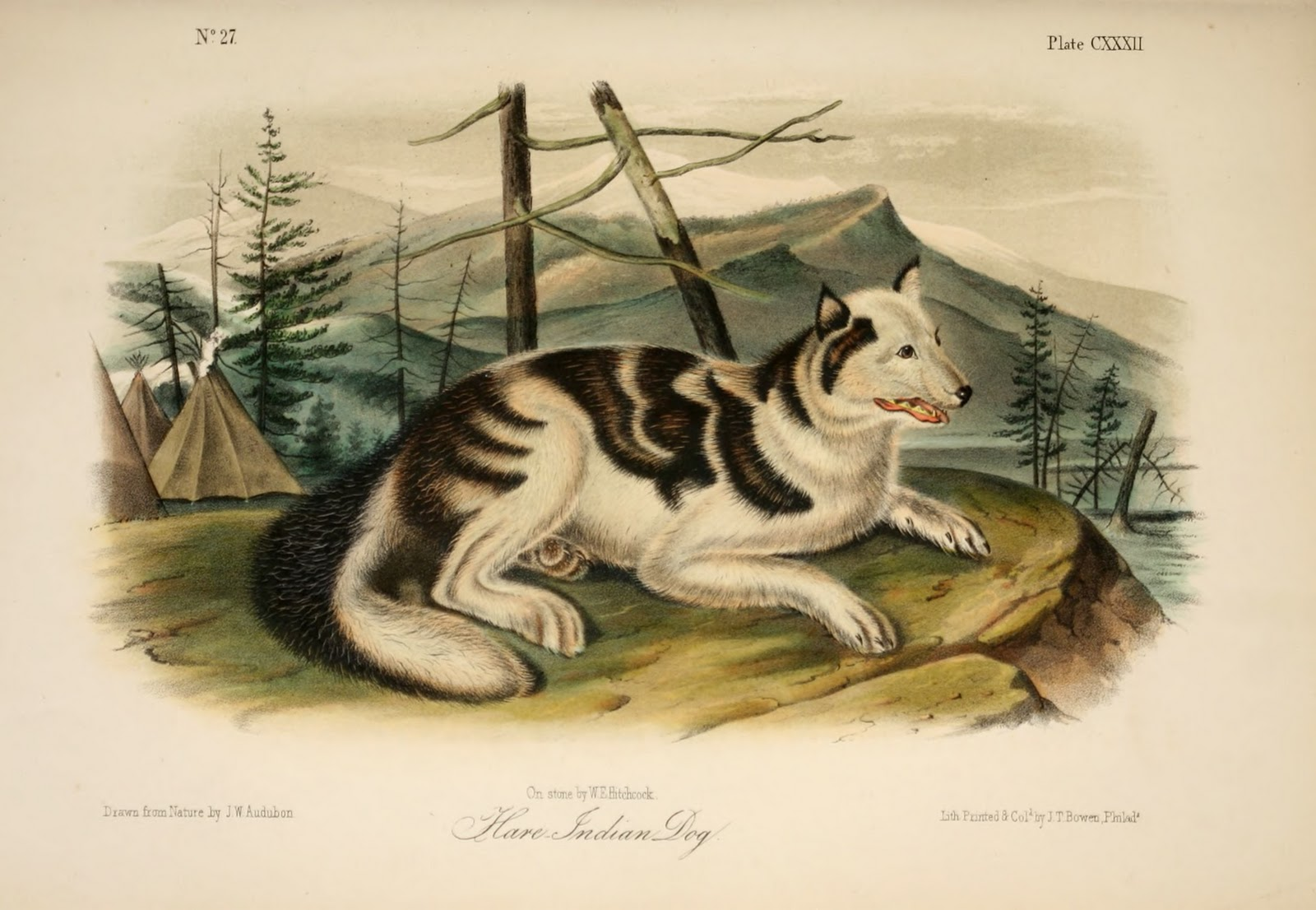
Hare indian dog, um cão indígena atualmente extinto.

O coiote era enormemente domesticado no México pré-colombiano, onde eram tidos em alta conta. Na cidade de Teotihuacan, em particular, era uma prática comum cruzar coiotes e lobos mexicanos com cães, afim de criar cães guardiões funcionais, resistentes, leais mas temperamentais. Sabe-se que povos indígenas do norte do Canadá acasalavam lobos e coiotes com seus cães de trenó, afim de produzirem animais mais resistentes ainda no início do século XX.

## Características

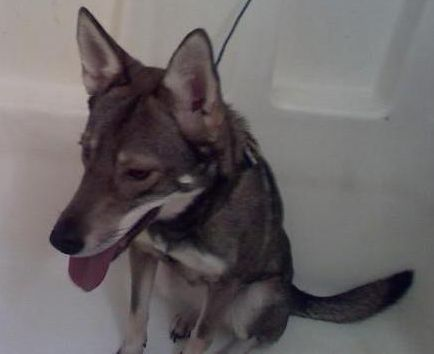
Fotografia de um híbrido de coiote e pastor-alemão.

Animais híbridos F1 tendem a ser variáveis em aspecto, mas na fase adulta conservam a coloração da pelagem adulta do coiote, tanto na morfologia quanto em seu porte tendem a ser intermediários entre o cachorro e o coiote, os híbridos F2 tendem a ser mais varáveis em aparência. Ambos os híbridos F1 e F2 são mais parecidos aos seus pais coiotes em termos de cautela, timidez ou agressividade intrasexual.

## Temperamento
Em cativeiro, os híbridos F1 tendem a ser mais travessos e menos manejáveis quando filhotes do que os filhotes de cães, e são considerados menos confiáveis na maturidade do que hibridos cães-lobo. E portanto, sua domesticação é considerada desafiadora.